# Melanargia turica
Melanargia turica är en fjärilsart som beskrevs av Jean Baptiste Boisduval 1840. Melanargia turica ingår i släktet Melanargia och familjen praktfjärilar. Inga underarter finns listade i Catalogue of Life.